# Lyriel
I Lyriel sono un gruppo musicale tedesco heavy metal che si è formato nell'autunno 2003 a Gummersbach. Nati come gruppo folk metal, si sono progressivamente spostati verso i generi symphonic e gothic metal. Hanno pubblicato cinque album in studio e un DVD live.

## Storia
L'attività del gruppo è iniziata nel 2005, anno in cui il gruppo comincia a esibirsi dal vivo (principalmente in Germania, Austria e Belgio) al seguito di gruppi come Elis, Visions of Atlantis, Regicide, Xandria, Schandmaul, Corvus Corax, Saltatio Mortis, Oomph, Schelmish e Korpiklaani, e pubblica l'album di esordio Prisonworld, di chiara ispirazione folk e celtica; l'album contiene, tra l'altro, il brano Lind e-huil in lingua Sindarin (la lingua immaginaria creata da J. R. R. Tolkien) e The Symmetry of Disfiguration, ispirato alla serie di fumetti fantasy Elfquest.
Il secondo album Autumntales (pubblicato il 29 settembre 2006), stilisticamente vicino al precedente, ricevette il plauso della critica in particolar modo per gli arrangiamenti di archi e per lo stile della cantante Jessica Thierjung I primi due album furono ripubblicati nel 2009 come cofanetto, col titolo The First Chapters.
Il successivo lavoro Paranoid Circus (29 gennaio 2010) fu accolto tiepidamente dalla critica, che lo giudicò generalmente di buona qualità ma non all'altezza dei precedenti.
Nel 2011, il gruppo firmò per l'etichetta AFM Records, per cui pubblicò l'anno successivo Leverage, il primo di ispirazione prevalentemente symphonic metal. L'album fu apprezzato dalla critica tedesca, austriaca e inglese. Il successivo Skin and Bones fu pubblicato nel settembre del 2014.

## Formazione
- Jessica Thierjung
- Oliver Thierjung
- Linda Laukamp
- Joon Laukamp
- Marcus Fidorra
- Tim Sonnenstuhl

## Discografia

### Album studio
- 2005: Prisonworld
- 2005: Live auf Burg Greifenstein (DVD)
- 2006: Autumntales
- 2010: Paranoid Circus
- 2012: Leverage
- 2014: Skin And Bones

### Raccolte
- The First Chapters (2009)